# Рава Андрій Іванович
Андрі́й Іва́нович Ра́ва (29 лютого 1992 — 4 жовтня 2014) — молодший сержант Збройних сил України, учасник російсько-української війни.

## Життєвий шлях
Народився 1992 року в селі Футори. Закінчив початкову школу села Футори, Зборівську гімназію імені Романа Завадовича, 2010-го — Зборівський коледж Тернопільського національного технічного університету імені Івана Пулюя, спеціальність — обслуговування та ремонт автомобілів та двигунів. Протягом 2010—2011 років проходив строкову військову службу в лавах ЗСУ.
Взимку 2013—2014 років перебував на Майдані Незалежності, де брав активну участь у подіях Революції Гідності.
Пішов служити добровольцем 25 березня 2014-го, водій 72-ї окремої механізованої бригади, командир відділення дизельних автомобілів. Влітку був вдома у короткотерміновій відпустці, лікував у Тернополі пошкоджене осколком око, по тому знову поїхав захищати Батьківщину.
Загинув у бою поблизу села Миколаївка (Волноваський район Донецької області).
10 жовтня 2014 року в Тернопільській області оголошено Днем жалоби у зв'язку із загибеллю його та Віктора Пунди під час виконання службових обов'язків у зоні проведення бойових дій.
10 жовтня 2014-го похований у селі Футори.

## Нагороди і вшанування
- почесний громадянин Тернопільської області (21 грудня 2022, посмертно)[2].
- 23 серпня 2015 року в місті Зборів у гімназії імені Романа Завадовича відкрито меморіальну дошку Андрію Раві.
- Його портрет розміщений на меморіалі «Стіна пам'яті полеглих за Україну» в Києві: секція 4, ряд 1, місце 39
- відзнака командира частини «За службу державі»
- медаль «За оборону рідної держави»
- Почесний громадянин Зборівської міської територіальної громади (посмертно)[3]